# Фоулкс, Артур
Сэр Артур Александер Фоулкс (англ. Sir Arthur Alexander Foulkes, род. 11 мая 1928) — генерал-губернатор Багамских Островов в 2010—2014 годах.
В 1962—1967 Артур Фоулкс, журналист по профессии, был главным редактором газеты «Bahamian Times», а в 1967 году впервые был избран в Палату ассамблей от Прогрессивной либеральной партии премьер-министра страны Линдена Пиндлинга и стал в его правительстве министром коммуникаций и туризма. В 1971 году Фоулкс стал одним из основателей консервативного Свободного национального движения и представлял его в нижней палате до 1992 года с перерывом в 1972—1982, когда был назначен в течение двух сроков членом Сената.
В 1992 году Фоулкс был назначен высоким комиссаром страны в Великобритании и по совместительству послом во Франции, Германии, Италии, Бельгии, а также представителем страны при Европейском союзе и Содружестве наций. В 1999 Фоулкс вернулся на Багамы и стал формальным послом в Китае и на Кубе, однако остался на родине. С 2007 года Фоулкс возглавлял Информационные службы Багамских островов.
После отставки генерал-губернатора страны Артура Диона Ханны Фоулкс в 2010 году стал его преемником.